# HD 210855
HD 210855，又名BD+56 2727，SAO 34151、HR 8472，是一颗恒星，视星等为5.24，位于銀經102.38，銀緯0.48，其B1900.0坐标为赤經22h 8m 11.9s，赤緯+56° 0.48′ 31″。